# Vriesea subsecunda
Vriesea subsecunda är en gräsväxtart som beskrevs av Max Carl Ludwig Wittmack. Vriesea subsecunda ingår i släktet Vriesea och familjen Bromeliaceae. Inga underarter finns listade i Catalogue of Life.